# 佩里萨克 (科雷兹省)
佩里萨克（法語：Peyrissac，法語發音：[peʁisak]）是法国科雷兹省的一个市镇，属于蒂勒区。

## 地理
佩里萨克（45°30'8"N, 1°41'57"E）面积5.89 平方千米，位于法国新阿基坦大区科雷兹省，该省份为法国中南部省份，北起上维埃纳省和克勒兹省，西接多爾多涅省，南至洛特省，东临多姆山省和康塔爾省。
与佩里萨克接壤的市镇（或旧市镇、城区）包括：阿菲约、埃比里、勒隆扎克、梅亚尔、里亚克特雷尼亚克、苏代讷-拉维纳迪耶尔。

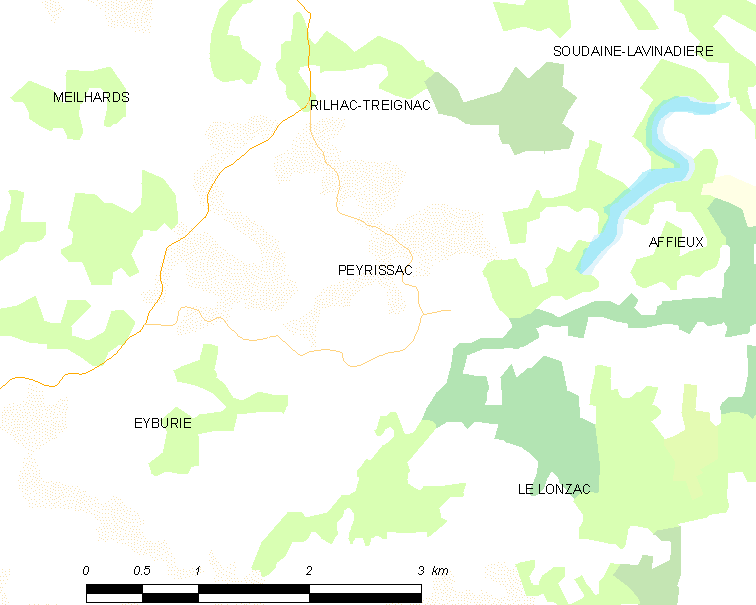
的OSM定位图

佩里萨克的时区为UTC+01:00、UTC+02:00（夏令时）。

## 行政
佩里萨克的邮政编码为19260，INSEE市镇编码为19165。

## 政治
佩里萨克所属的省级选区为塞亚克-莫内迪耶尔县。

## 人口

1962-2008年间人口变化图示

佩里萨克于2022年1月1日时的人口数量为127人。